# イアン・アシュレイ
イアン・ヒュー・ゴードン・アシュレイ (Ian Hugh Gordon Ashley, 1947年10月26日 - ) は、イギリスのレーシングドライバー。トークン、ウィリアムズ、BRM、ヘスケスからF1に出走した。

## 経歴
西ドイツ・ヴッパータール生まれ。
1966年にジム・ラッセル・レーシングスクールに入りレース活動を始める。速さはあるが不安定なドライビングスタイルから、すぐに「クラッシュレイ(Crashley)」と渾名されるようになった。1972年にフォーミュラ5000に参戦、翌1973年にはタイトルを獲得した。
1974年にはF1にデビューし、翌年ウィリアムズに移籍した。70年代中盤には不運が多かった。1975年、ニュルブルクリンクで開催されたドイツグランプリのプラクティスでクラッシュし両足首を骨折。1977年にはモスポート・パークで開催されたカナダグランプリにおいてクラッシュ、バリアーをアーチ状に広げてテレビ塔に激突した。彼はこの年をもってF1を引退した。
1985年にはマイアミグランプリでCARTにデビューした。1986年のインディ500にはエントリーしたが、出走しなかった。1986年は3戦に出走、ミッドオハイオでは9位に入り、シーズンランキングは28位となった。残りの2戦はリタイアしている。この年はポコノ・レースウェイでのインディ・ライツにも参戦、6位に入っている。翌1987年もマイアミ戦に出走したが、ドライブトレーンの問題でリタイアした。
F1引退後、アメリカでプライベートジェットのパイロットとなったが、1993年にはレースに復帰し、ボクスホールをドライブしてイギリスツーリングカー選手権に参加した。その後はサイドカー選手権、TVRタスカン・チャレンジなどにも参戦した。
2009年11月、40年以上ぶりにシルバーストンで行われたフォーミュラ・フォードの一戦、ウォルター・ヘイズ・トロフィーにエルデン・MK8で参戦した。
現在はシルバーストン・エクスペリエンスで乗客を乗せて体験走行を行うプロドライバーの1人である。

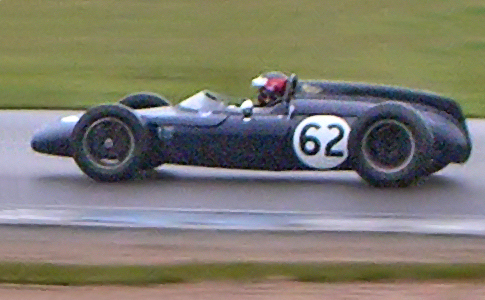
アシュレイがドライブするLDS-アルファロメオ

## F1における全成績
（凡例）
| 年     | チーム                                   | シャシー           | エンジン      | 1       | 2   | 3   | 4   | 5   | 6   | 7   | 8   | 9   | 10  | 11      | 12      | 13      | 14      | 15      | 16      | 17  | 順位 | ポイント |
| ------ | ---------------------------------------- | ------------------ | ------------- | ------- | --- | --- | --- | --- | --- | --- | --- | --- | --- | ------- | ------- | ------- | ------- | ------- | ------- | --- | ---- | -------- |
| 1974年 | トークン・レーシング                     | トークン・RJ02     | コスワース V8 | ARG     | BRA | RSA | ESP | BEL | MON | SWE | NED | FRA | GBR | GER 14  | AUT NC  | ITA     |         |         |         |     | NC   | 0        |
| 1974年 | チェッカード・フラッグ                   | ブラバム BT42      | コスワース V8 |         |     |     |     |     |     |     |     |     |     |         |         |         | CAN DNQ | USA DNQ |         |     | NC   | 0        |
| 1975年 | フランク・ウィリアムズ・レーシングカーズ | ウィリアムズ・FW03 | コスワース V8 | ARG     | BRA | RSA | ESP | MON | BEL | SWE | NED | FRA | GBR | GER DNS | AUT     | ITA     | USA     |         |         |     | NC   | 0        |
| 1976年 | スタンリー・BRM                          | BRM P201B          | BRM V12       | BRA Ret | RSA | USW | ESP | BEL | MON | SWE | FRA | GBR | GER | AUT     | NED     | ITA     | CAN     | USA     | JPN     |     | NC   | 0        |
| 1977年 | ヘスケス・レーシング                     | ヘスケス 308E      | コスワース V8 | ARG     | BRA | RSA | USW | ESP | MON | BEL | SWE | FRA | GBR | GER     | AUT DNQ | NED DNQ | ITA DNQ | USA 17  | CAN DNS | JPN | NC   | 0        |

## 参照
1. ↑  “Driver: Ian Ashley”. ChicaneF1.com. 2007年11月27日閲覧。
2. ↑  “Drivers: Ian Ashley”. GrandPrix.com. 2007年11月27日閲覧。
3. ↑  “Driver: Ashley, Ian”. Autocourse Grand Prix Archive. 2007年8月19日時点のオリジナルよりアーカイブ。2007年11月27日閲覧。